# Crisis migratoria ucraniana en México
Tras desatada la invasión rusa de Ucrania en febrero de 2022, el Gobierno de México permitió la instalación de campamentos de refugiados ucranianos en las ciudades fronterizas del norte, siendo Tijuana la ciudad que más ha albergado refugiados ucranianos, se estimaban 9 902 ciudadanos ucranianos, 531 refugiados en la Ciudad de México y 18 refugiados en Cancún, cruzando la frontera hacia los Estados Unidos y algunos pidiendo asilo de guerra en México, convirtiendo al país norteamericano en el país de América Latina con el mayor número de ucranianos.

## Antecedentes
El 24 de febrero de 2022, Ucrania sufrió un conflicto armado contra Rusia, a raíz del Euromaidán que se llevó a cabo ocho años atrás en 2014, donde se quedaron sin hogar miles de ciudadanos ucranianos a causa de la guerra entre los dos países, siendo México el país latinoamericano que más refugiados recibió durante el movimiento armado. Esto, principalmente se debe por la cercanía con Canadá y los Estados Unidos, que también refugiaban a civiles ucranianos. Muchos ucranianos intentaron llegar a la frontera mexicana en ciudades como Tijuana, pero se complicó el cruce de las fronteras de forma momentánea, por lo que quedaron varados en calidad de refugiados en tierras mexicanas.

## Destinos de los refugiados
La llegada de miles de ucranianos, rusos y bielorrusos en los últimos meses de 2022 a México, quienes ingresaban como turistas por vía aérea en Cancún, Los Cabos y la Ciudad de México, mientras que otros cruzaban la de frontera de Guatemala. La mayoría de los refugiados cuenta con familiares y amistades en los Estados Unidos, pero algunos han encontrado dificultades de acceso a dicha nación y su estancia en México se ha prolongado más de lo previsto. Para evitar conflictos con el Instituto Nacional de Migración (INM), el gobierno de México ha designado el asilo permanente para todos los ciudadanos ucranianos y rusos que han llegado al país como turistas o refugiados de guerra. Esta medida emergente de ayuda humanitaria ha sido utilizada en dos ocasiones en México en el siglo XX; la primera fue durante la Guerra Civil Española y la segunda fue durante la Segunda Guerra Mundial.
La confrontación entre las tropas de Ucrania y Rusia obligó a las autoridades migratorias mexicanas establecer un campo de refugiados para ucranianos y otro campo de refugiados para rusos y bielorrusos que también solicitaban el asilo en el vecino Estados Unidos. Aunque la mayoría de ucranianos y rusos cruzaron allí, un porcentaje de ellos se quedaron pues no todos lograron reunir la documentación para ingresar al país vecino, muchos tuvieron que integrarse a las comunidades de inmigrantes de México.